# دوري ساموا الأمريكية لكرة القدم 2005
دوري ساموا الأمريكية لكرة القدم 2005 هو موسم من دوري ساموا الأمريكية لكرة القدم. فاز فيه PanSa East F.C. ‏.